# スポーツニュース
スポーツニュースはスポーツに関するニュースのこと。
放送形態はニュース番組の1コーナーとして放送されることが多く、スポーツニュース単独構成の番組は主に夜間や週末に放送されている。
放送の内容として、各種スポーツの試合結果と最新動向、スポーツを題材にした特集やドキュメント、スポーツ分野以外のニュースなどがある。
スポーツを題材にした特集と言っても内容はドキュメントや分析もの、1つのスポーツに特化したもの、娯楽色の強いものまで多岐に亘り、大抵のスポーツニュースで何らかの特集が組まれている。近年の在京キー局における週末最終版スポーツニュース番組はこの傾向が顕著である。
しかし、その日のスポーツ情報のみに特化した番組や、またはスポーツニュースを一切放送しないスポーツドキュメンタリー番組もある。
主な番組についてはスポーツニュース番組一覧に掲載。